# Pelerína

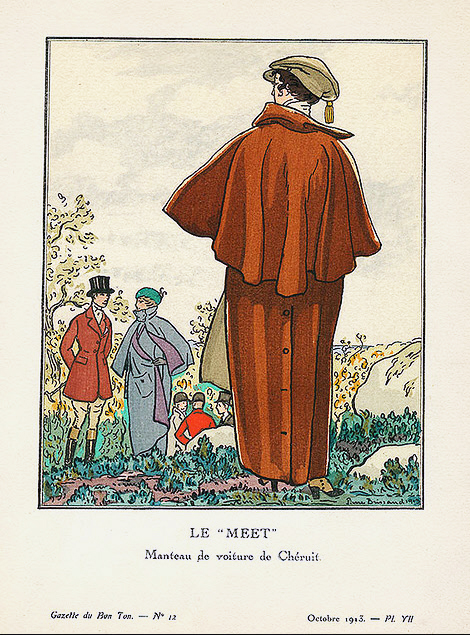
cestovní kabát s pelerínou, dobový tisk

Pelerína (italsky pellerine) je volně splývající oděv, bez rukávů a kapes, obvykle s průhmatem (což je lištou krytý otvor v předním dílu oděvu, sloužící k provléknutí ruky). Slouží většinou jako svrchní (plášť, pláštěnka) oblečení, pokrývající ramena. Svou volností vytváří zvonové záhyby, může být dlouhý nebo krátký. Používá se jako stejnokroj, ale je i součástí večerních oděvů, a nosí se jako módní oděv, místo pláště. Původně byla pelerína přehozem bez rukávů (podobně pončo), který nosili poutníci. Název vychází (pravděpodobně) z účelu využití – poutníci jí nosili jako cestovní plášť, měli z ní pokrývku pro spaní, nebo na ní seděli (i jedli) při odpočinku. Základem je latinské slovo, označující pouť (peregrinatio), a od něj odvozené italské pellegrinaggio, nebo i z francouzského pelerin – poutník. Módní se stala v 19. století.

## Historie

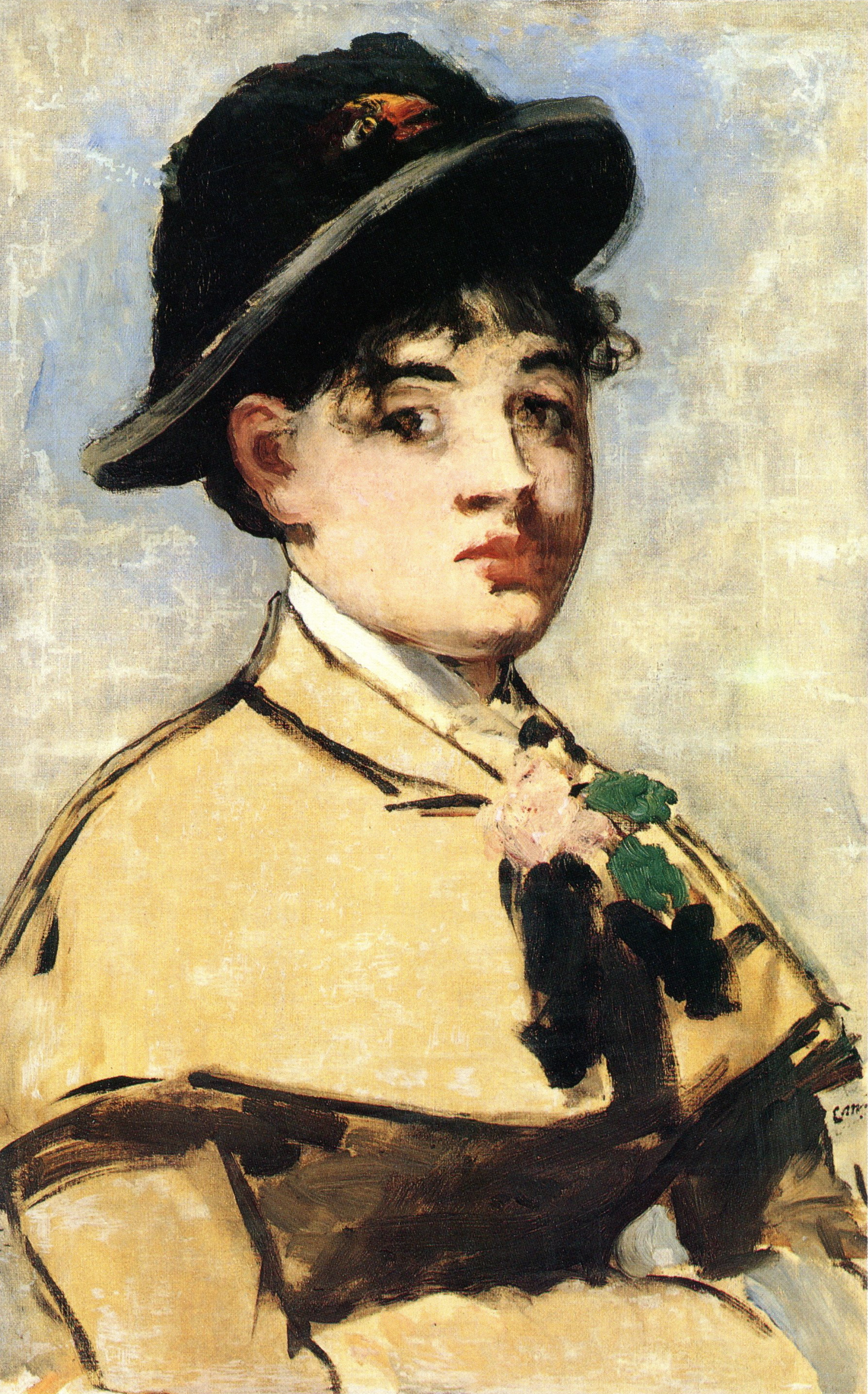
obraz E. Maneta – Mladá žena v peleríně, 1881

### Oděv
Oděvem vždy ukazoval jedinec své postavení ve společnosti, současně se vymezoval, zdůrazňoval svou osobitost, bohatství i dobrý vkus. Oděv podtrhoval krásu žen i mužů, byl investicí, na níž se nešetřilo, protože oděv mohl člověka pozdvihnout na společenském žebříčku o úroveň výše. Stal se poznávacím znakem profesního zaměření, ať už šlo o oděv řeholníků nebo řemeslníků. V historických dobách se na výrobě jediného kusu oděvu podílelo mnoho řemeslníků (od výroby materiálu po konečný produkt). Po velmi dlouhé období byla oděvní a textilní výroba hnacím motorem evropského hospodářství.
Nejstarší doklady o výrobě tkanin na oděvy (z živočišných či rostlinných materiálů) spadají až do šestého tisíciletí před naším letopočtem, byly nalezeny na území Turecka. Nejstarší doklady ze střední Evropy pak pochází z mladší doby bronzové, a u lněných tkanin dokonce z mladší doby kamenné.
Řemesla v oděvnictví se v průběhu historie vyvíjela, v Evropě první krejčovské cechy vznikaly až v 11. století. V Čechách byl první krejčovský cech založen dokonce až roku 1318 v Praze. Církevní roucha se šila v klášterech.

### Starověk
Strabón (64 př. n. l.) popisuje detailně vzhled jednoho z galských kmenů – Belgů: „Nosí peleríny (sagum), tkané ze silné vlny.“
V době románské se užíval dlouhý čtverhranný plášť, vycházející z antické tradice (lacerna). Vedle toho se ve 12. století běžně nosil plášť kolový (z němčiny mantel), rovněž vycházející z antické tradice (paenula). Neměl zpravidla žádný límec, takže dosedal přímo na krk, převislý cíp pláště se upravoval do podoby kápě, kryjící hlavu – z tohoto cípu se následně vyvinula samostatná kapuce (bardocuccullus). Vedle toho se na výjevech (z 12. stol.) objevují také jednoduché kukly, chránící hlavu, a v závislosti na délce límce částečně i ramena, záda a hruď, peleríny s kapucí (cucullum).
Plášť byl nákladnou záležitostí, naproti tomu prostá vlněná houně (na způsob ponča), či pelerína byla levnější a dostupnější. Z dobových obrazů známe jakousi pelerínu, často s pevně připojenou kápí, dosahující zpravidla k pasu nebo mírně pod pas. Nosila se hlavně do nepohody, a aby nebránila při práci, shrnovala se dozadu, tak, aby ruce zůstaly volné. Podobný typ oděvu pak vídáme i na výjevech ze 13. století.

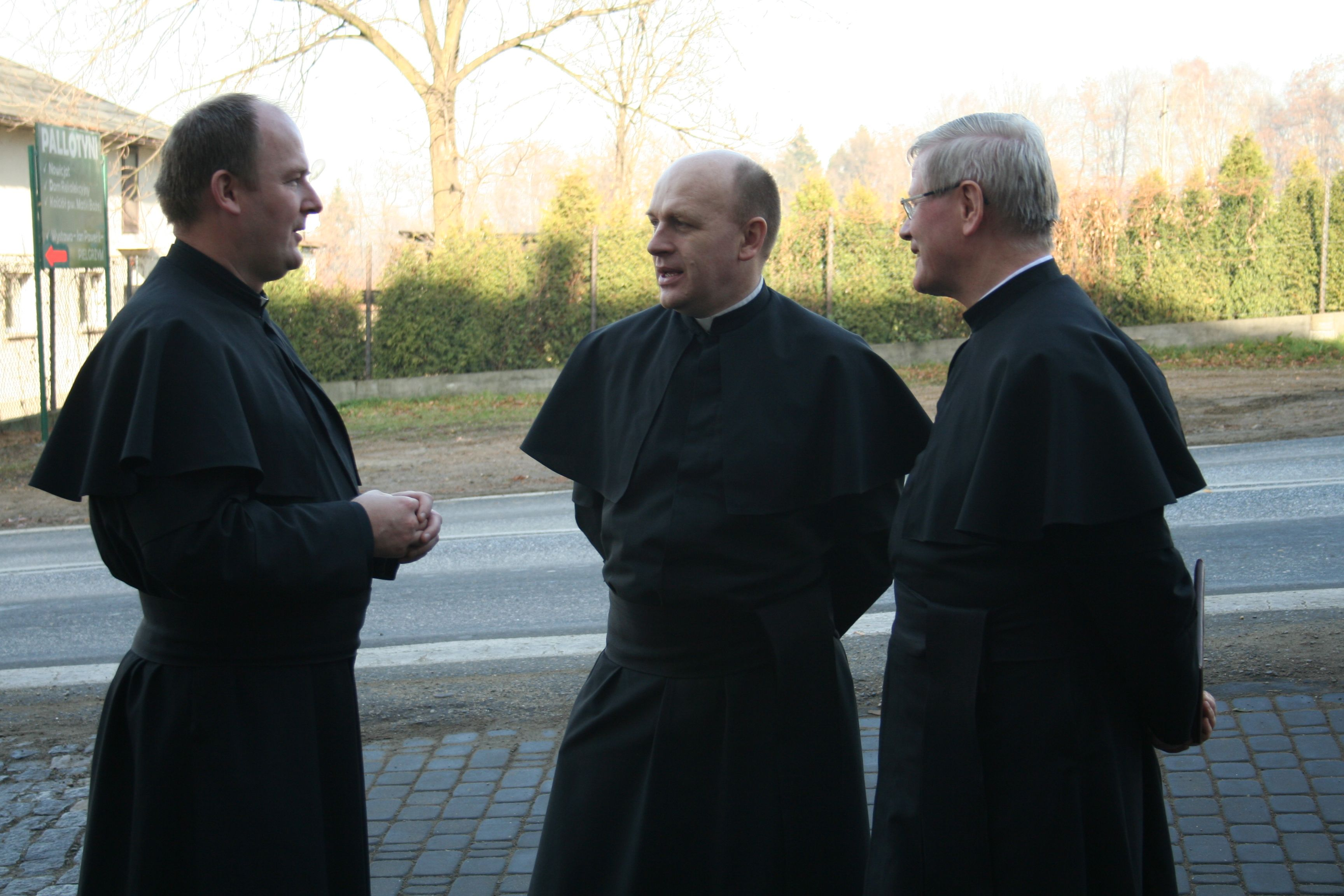
Kněžský oděv s pelerínou

### Středověk
V antických dobách byla uniformita oděvů zachována tisíce let, postupem času se však úseky mezi novými vlivy zkracovaly. Oblečení se historicky vyvíjelo, na rozdíl od dnešních, velmi rychlých módních změn, relativně pomalu. O historii módy se začíná hovořit zhruba od 14. století.
Pelerína, jako součást oděvu, prodělala také svůj vývoj. Přijímala různé tvary a barvy, stala se standardním oblečením anglikánského duchovenstva, je součástmi „oblečení do chóru“. Zvláštním typem peleríny je expositorium canonicale, které je součástí oděvu katolických kněží.
Ve většině západních společností je možno vidět určitý typ peleríny např. u soudů, na univerzitách, bývá součástí uniforem pracovníků pošt, drah, atd.
Pelerínu z 19. století, z bílého sukna, se stojatým límcem, bohatě vyšívanou zlatým dracounem orientálními motivy, podšitou růžovým saténem, se zapínáním na jeden knoflík, s okrajem lemovaným silnějším zlatým dracounem, restaurovali v Národním muzeu.
Pelerína, která se stala symbolem poutníka, vytvářela pouto napříč všemi společenskými vrstvami, protože ji nosili nejen putující aristokraté, důstojníci, vyšší i střední třída, ale také zemědělci a pastevci. Vrcholu oblíbenosti dosáhla v 19. století.

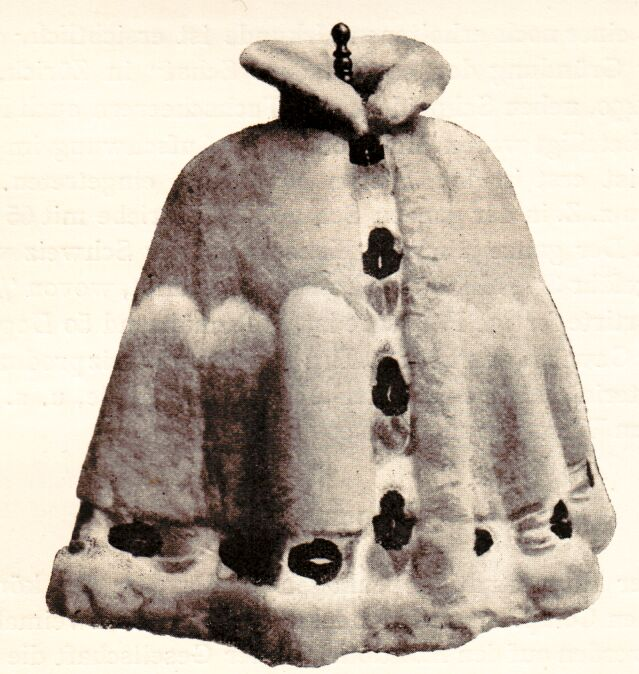
kožešinová pelerína, 1902

## Současnost
Velkou módní novinkou 30. let 20. století byly krátké peleríny a bolerka, která se mohla nosit jak k šatům, tak u plášťů. Bolerko se oblékalo přes živůtek, bývalo ušito ze stejného materiálu jako šaty.
V období protektorátu byly oblíbeným doplňkem společenského oděvu kožešinové kabátky, peleríny a přehozy.

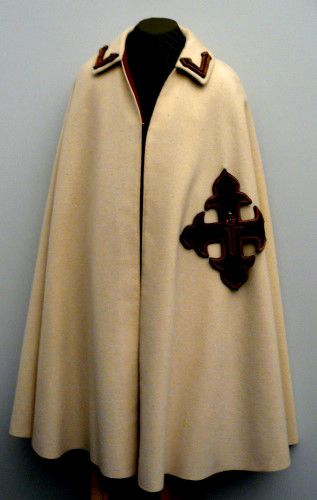
Pelerína s Řádem Michala Chrabrého, která patřila rumunskému plukovníku Gheorghe Antemu, 1936

Módní novinkou 50. let se stalo volné paleto, tříčtvrteční délky. Paleta měla oblá ramena, řasené rukávy a volný střih, stejně jako elegantní splývavé peleríny, ke kterým se nosily bílé rukavičky a maličké kabelky do ruky.
Hnutí hippies je především spojováno s naprostou svobodou, rozmanitosti a kreativnosti. Pro oblékání byly typické prvky – čelenky, džíny do zvonu, květinové vzory, indiánské peleríny.
Pončo (poncho) je oděv, který původně nosili obyvatelé jižní Ameriky. Oblékali si je muži i ženy, a jeho vzory vyobrazovaly kmenovou či rodinnou příslušnost. V Evropě se jako módní trend objevilo pončo ve 20. století. Od té doby, spolu s pelerínou, je prakticky stále na výsluní (zvlášť v chladném počasí). Existuje několik variant, například pléd, pelerína, pončo přes hlavu, přes ramena, se zipem či na knoflíky. Má buď hladký lem, anebo je zdobené třásněmi, nosí se k přiléhavým kalhotám, úzkým džínám, nebo k pouzdrové sukni.
Doplněk, hodící se k vlněnému plédu, je plstěný klobouk, a i když pelerínu mohou nosit i ženy s nějakým tím kilem navíc, oděv musí sedět. Ani příliš obepínat ani být příliš velký.
Vlněná pelerína, nošená na mnoho způsobů, se objevila v hitových kolekcích ready-to-wear Marca Jacobse, pro značku Louis Vuitton. Pelerína s kapucí, a zapínáním na kožené pásky s přezkami, má černé pruhy. Patří k ní vesta z liščí kožešiny, kterou lze nosit pod pelerínou, i na ní. Barevnými kombinacemi jsou červená – černá a černá – bílá.

### Ostatní
Pelerína, široká pláštěnka bez rukávů, se používá i v jiných oblastech, jakými jsou např. sport, nebo jako pracovní oděv.[chybí lepší zdroj] Většinou jsou ze syntetického materiálu (igelitu, Nylidu), s výhodou je lze složit od malého prostoru, proto jsou oblíbené při cestách do přírody.
Na jezdeckých portrétech královen a šlechtičen (v dobovém oděvu) je jezdecká móda, která se také podřizovala aktuálním trendům, a samozřejmostí byla pelerína nebo pláštěnka.[ve zdroji nenalezeno]

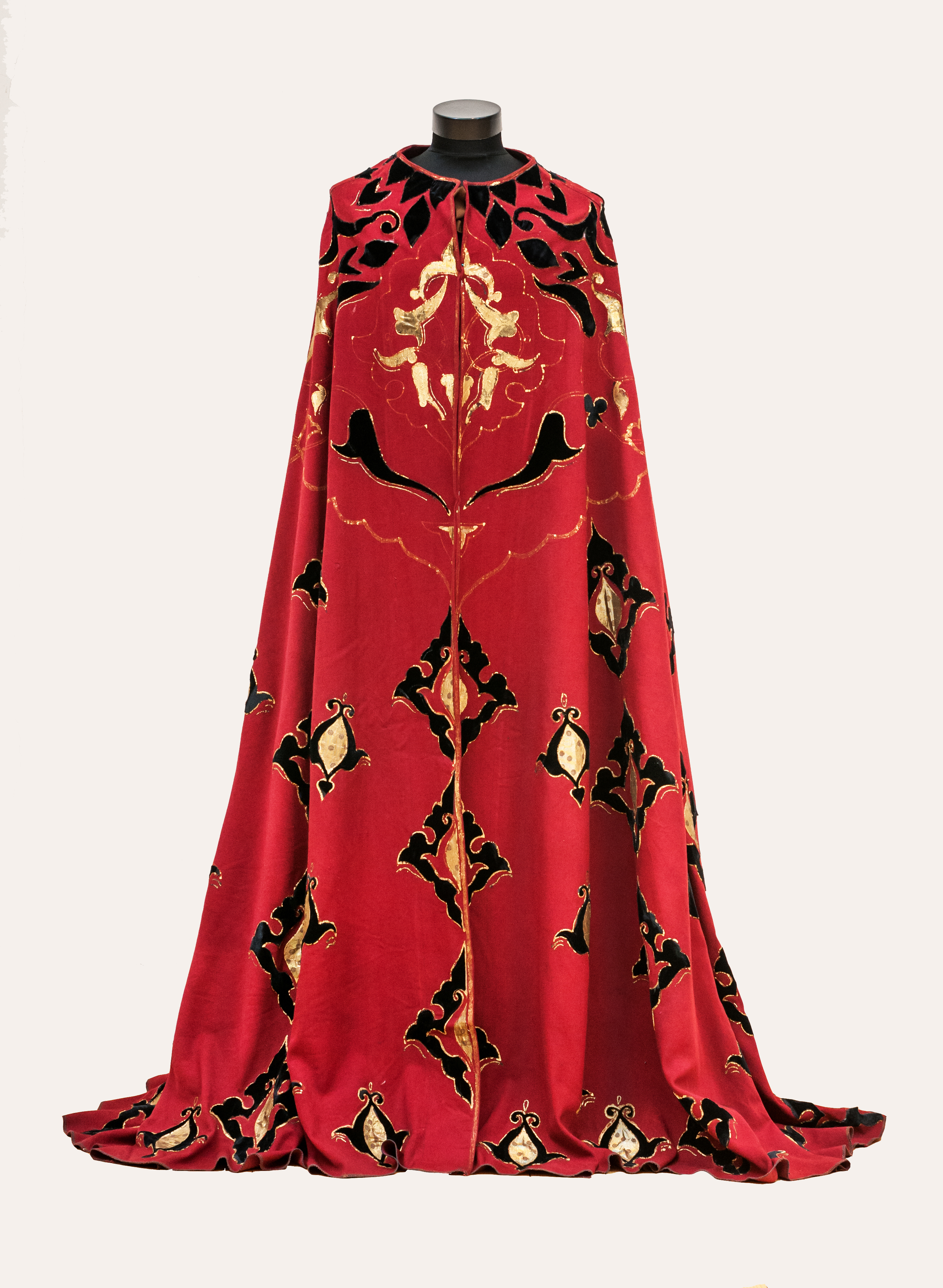
Pelerína knížete Čolokašviliho, 1956

Krátká pláštěnka s kapucí, tzv. bašlyk, byla také částí oděvu kozáků. Nosila se přes ramena, na hrudi byla volně sepnutá. V létě se nosila přehozená, a v zimě sloužila k zabalení hlavy a krku, přes kožešinovou čepici.